# Music for Nations
Music for Nations war ein unabhängiges britisches Metal-Label, das 1983 von Martin Hooker gegründet wurde. Es konnte sich schnell als führendes Metal-Label in Europa beweisen und verhalf Metallica, Slayer und vielen anderen Bands zum Erfolg. Das Label wurde 2004 aufgelöst. 2015 wurde das Label von Sony Music Entertainment wieder aufgenommen.

## Bands
Die wichtigsten bei Music for Nations vertretenen Bands sind hier aufgelistet:
- Agent Steel
- Atlantic
- Bury Tomorrow
- Cradle of Filth
- The Exploited
- Manowar
- Megadeth
- Mercyful Fate
- Metallica
- Mike Tramp
- Mind Funk
- Nuclear Assault
- Opeth
- Paradise Lost
- Ratt
- The Rods
- Rox
- Savatage
- Spiritual Beggars
- Riff
- Venom (1989–1992)
- Virgin Steele